# Arthurverhaal
Arthurverhalen of Arthurromans (of Keltische romans of Britse romans) zijn middeleeuwse hoofse verhalen over koning Arthur en zijn Ronde Tafel. Het genre was populair aan de adellijke hoven. Arthurromans kunnen verder worden onderverdeeld in twee subgenres: graalromans en romans waarin het verwerven van een uitverkoren vrouw centraal staat ("vrouwenromans").
Arthurverhalen ontstonden vermoedelijk uit de verteltraditie en werden later op perkament geschreven in netjes verluchte handschriften. Zij werden zeer waarschijnlijk ter vermaak voorgelezen aan de adel en waren vooral bedoeld om de hoofse waarden over te brengen. De Arthurverhalen werden in de middeleeuwen vermoedelijk vooral verteld om aan de hoven de nieuwe 'hoofse idealen' te verspreiden. Aangezien er nog geen uitgebreid onderwijs was, zelfs niet voor de rijkeren, werd de literatuur als ideaal middel gezien om de jeugd aan de hoven (de toekomstige leidende klasse) enige morele deugd bij te brengen. Zo verweefde men in de spannende avonturenverhalen de hoofse idealen van nederigheid, gedienstigheid, hoffelijkheid (dat trouwens van 'hof' is afgeleid en rechtstreeks teruggaat op deze idealen), dankbaarheid en hoofse liefde.

## Geschiedenis
In het begin van de 13e eeuw schreef Guillarmes li clers (de klerk Guillaume) de Franse Arthurroman Fergus. Dit werd de bron voor de anonieme auteur van de Middelnederlandse Ferguut. Het verhaal gaat over Ferguut, een boerse, onbeschaafde jongen die zich tot doel stelt om een ridder aan het hof van koning Arthur te worden. In een roestig harnas reist hij Arthur (of Artur) en zijn gevolg op een boerenpaard achterna. Uitgelachen door de ridders aanvaardt hij de uitdaging om de vijand van de koning, de Zwarte ridder, te zoeken en te verslaan. Een van zijn avonturen is de strijd tegen de afschuwelijke, meterslange heks Pantasale, die het kasteel bewaakt waar een wit magisch schild hangt.
Tijdens de middeleeuwen zijn er heel wat Arthurromans geschreven in de Lage Landen. Romans als Ferguut gaan terug op oudere Franse voorbeelden. Chrétien de Troyes was de pionier van dit nieuwe genre. In de periode tussen 1170 en 1190 schreef hij vijf ridderverhalen op rijm in het Frans. Chrétien de Troyes verweeft in zijn romans verschillende verhaallijnen, waardoor de focus afwisselend op verschillende personages valt. Deze nieuwe verteltechniek kreeg veel navolging in de Engelse, Duitse en Nederlandse literatuur.
Arthurverhalen draaien om de Brits-Keltische figuur van de legendarische koning Arthur, wiens hof als voorbeeld wordt gesteld van een na te volgen hoofse cultuur. De Ronde Tafel waar hij en zijn ridders aan vergaderen, is een mooie metafoor voor Arthurs democratische instelling. Hij gaat op een respectvolle manier met zijn ridders om en, in tegenstelling tot de ruwe Karelromans, worden vrouwen hoofs behandeld. De beschavingsidealen van de adel worden verpersoonlijkt in ridders als Lancelot, Parzival en Walewein. Die idealen zijn onder meer: dapperheid, loyaliteit, beminnelijkheid en vriendelijkheid. De wereld 'buiten' die van Arthur wordt voorgesteld als een soort wildernis bewoond door draken, heksen en onbeschaafde pummels. Er valt in deze buitenwereld altijd wel een prinses te redden uit de klauwen van een tiran, of een land dat onder de knoet leeft van een monster. De Ferguut is een soort ontwikkelingsroman (bildungsroman) over een onopgevoede jongeling die zichzelf wil omvormen tot een van de hoofse ridders van de Ronde Tafel.
Een oorspronkelijk Middelnederlandse Arthurroman is de Vlaamse Roman van Walewein (ca.1260), die begonnen werd door Penninc en voltooid is door Pieter Vostaert.

## Basisstructuur en veelvoorkomende personages
Een steeds wederkerende basisstructuur is kenmerkend voor de Arthurroman. Meestal worden de ridders van de Ronde Tafel geconfronteerd met een uitdaging, die door de meest hoofse ridder wordt aanvaard. Deze trekt dan op avontuur. Zijn opdracht houdt niet zelden in dat hij iets moet zoeken. Hij keert terug als overwinnaar, met het gevonden object, en meestal ook met een jonkvrouw.
De namen van de personages variëren van handschrift tot handschrift, en werden dikwijls aangepast aan de voertaal om de personages dichter bij de luisteraars te brengen. Recent is, onder invloed van commerciële films en moderne bewerkingen, vooral de Engelstalige dominant. 
De cirkelstructuur is een zeer kenmerkende structuur die voorkomt in de Arthurroman. Deze bestaat uit een ordo, manque, queeste en daarna opnieuw een ordo. Vaak is deze volgorde ook te herkennen in het verhaal. Tijdens de eerste ordo herkennen we een toestand van rust en vrede, bij de manque vindt er een onverwachte gebeurtenis plaats die deze ordo verstoort. Daarop volg een queeste, dit is een zoektocht om de wanorde (veroorzaakt door de manque) op te vangen, en om af te sluiten volgt er opnieuw een ordo, de rust en vrede is hersteld.
De veelvoorkomende personages zijn genoegzaam bekend geraakt door hedendaagse verhalen, films, boeken en sprookjes. Het bekendst (buiten koning Arthur zelf, dan) is ongetwijfeld Lancelot (Lanseloet, Lanceloet, Lanselot). Hij speelt de hoofdrol in verschillende Arthurromans, en is zeer populair in films vandaag, omdat zijn hoofse liefdesaffaire met Genievre (Guinevere, Genevre...) perspectieven biedt voor een aandoenlijk verhaal. De meeste films over koning Arthur zullen dan ook inspelen op net dit aspect van de veel uitgebreidere verhaaltraditie.
Zo is er ook Walewein, die met Lancelot wedijvert om de positie van meest hoofse ridder van het hof. De uiteindelijke uitkomst van deze tweestrijd is onduidelijk, daar verschillende culturen er in deze kwestie tegenstrijdige verhalen op na houden. Zo is in de Engelse Arthurtraditie Lancelot de meest hoofse ridder, terwijl in de Nederlandse literatuur meer aanwijzingen te vinden zijn voor de uiteindelijke dominantie van Walewein.
Verder is ook Galaad (ook Galahad) een bekende personage. Hij is de zoon die Lancelot in een overspelige, min of meer onhoofse relatie verwekte, maar die hem uiteindelijk overtreft in hoofsheid door de Heilige Graal te vinden.